# Guillaume Brisebois
Guillaume Brisebois (né le 21 juillet 1997 à Longueuil dans la province de Québec au Canada) est un joueur canadien de hockey sur glace. Il évolue au poste de défenseur.

## Biographie

### Dans le junior
Brisebois est sélectionné au 5e rang au total par le Titan d'Acadie-Bathurst au repêchage 2013 de la LHJMQ. Il offre de bonnes performances au Titan, mais l'équipe ne connait pas beaucoup de succès et termine même au dernier rang de la ligue en 2015. Après 3 saisons passées avec Acadie-Bathurst, il exige une transaction pour rejoindre une formation plus compétitive.[réf. nécessaire] Il est échangé en 2016 aux Islanders de Charlottetown avec le défenseur Jake Barter en retour de Luc Deschênes et de deux choix au repêchage. 
Il est nommé capitaine des Islanders par ses coéquipiers, 2 mois après son arrivée dans l'équipe. Il inscrit d'ailleurs son premier but à son premier match avec Charlottetown.

### Chez les professionnels
Admissible au repêchage d'entrée dans la LNH 2015, il est choisi au 3e tour, 66e au total, par les Canucks de Vancouver. En décembre 2015, il s'entend sur les termes d'un contrat d'entrée de 3 ans avec les Canucks.
Le 14 février 2019, il dispute son premier match dans la LNH face aux Kings de Los Angeles et qui se termine par une victoire des Canucks de 4-3 en fusillade.

## Vie privée
Il est le jeune frère de Mathieu Brisebois, défenseur de hockey sur glace. 

## Statistiques
| Saison     | Équipe                     | Ligue      |    | Saison régulière | Saison régulière | Saison régulière | Saison régulière | Saison régulière |   | Séries éliminatoires | Séries éliminatoires | Séries éliminatoires | Séries éliminatoires | Séries éliminatoires |
| Saison     | Équipe                     | Ligue      | PJ | B                | A                | Pts              | Pun              | PJ               | B | A                    | Pts                  | Pun                  |                      |                      |
| 2013-2014  | Titan d'Acadie-Bathurst    | LHJMQ      | 60 | 3                | 16               | 19               | 26               | 4                | 1 | 2                    | 3                    | 2                    |                      |                      |
| 2014-2015  | Titan d'Acadie-Bathurst    | LHJMQ      | 63 | 4                | 24               | 28               | 34               | 0                | 0 | 0                    | 0                    | 0                    |                      |                      |
| 2015-2016  | Titan d'Acadie-Bathurst    | LHJMQ      | 52 | 10               | 16               | 26               | 28               | 5                | 0 | 2                    | 2                    | 2                    |                      |                      |
| 2016-2017  | Islanders de Charlottetown | LHJMQ      | 61 | 10               | 37               | 47               | 34               | 13               | 0 | 4                    | 4                    | 10                   |                      |                      |
| 2017-2018  | Comets d'Utica             | LAH        | 68 | 3                | 15               | 18               | 16               | 5                | 0 | 0                    | 0                    | 2                    |                      |                      |
| 2018-2019  | Comets d'Utica             | LAH        | 49 | 3                | 8                | 11               | 22               | -                | - | -                    | -                    | -                    |                      |                      |
| 2018-2019  | Canucks de Vancouver       | LNH        | 8  | 0                | 0                | 0                | 0                | -                | - | -                    | -                    | -                    |                      |                      |
| 2019-2020  | Comets d'Utica             | LAH        | 48 | 4                | 11               | 15               | 37               | -                | - | -                    | -                    | -                    |                      |                      |
| 2020-2021  | Canucks de Vancouver       | LNH        | 1  | 0                | 0                | 0                | 0                | -                | - | -                    | -                    | -                    |                      |                      |
| 2020-2021  | Rocket de Laval            | LAH        | 9  | 1                | 1                | 2                | 2                | -                | - | -                    | -                    | -                    |                      |                      |
| 2020-2021  | Comets d'Utica             | LAH        | 5  | 0                | 1                | 1                | 0                | -                | - | -                    | -                    | -                    |                      |                      |
| 2021-2022  | Canucks de Vancouver       | LNH        | 1  | 0                | 0                | 0                | 0                | -                | - | -                    | -                    | -                    |                      |                      |
| 2021-2022  | Canucks d'Abbotsford       | LAH        | 26 | 2                | 5                | 7                | 18               | 2                | 0 | 1                    | 1                    | 0                    |                      |                      |
| 2022-2023  | Canucks de Vancouver       | LNH        | 17 | 1                | 2                | 3                | 6                | -                | - | -                    | -                    | -                    |                      |                      |
| 2022-2023  | Canucks d'Abbotsford       | LAH        | 36 | 1                | 5                | 6                | 11               | -                | - | -                    | -                    | -                    |                      |                      |
| 2023-2024  | Canucks d'Abbotsford       | LAH        | 8  | 0                | 0                | 0                | 0                | -                | - | -                    | -                    | -                    |                      |                      |
| 2024-2025  | Canucks d'Abbotsford       | LAH        | 48 | 2                | 3                | 5                | 19               | 24               | 2 | 1                    | 3                    | 2                    |                      |                      |
| 2024-2025  | Canucks de Vancouver       | LNH        | 3  | 0                | 0                | 0                | 0                | -                | - | -                    | -                    | -                    |                      |                      |
| Totaux LNH | Totaux LNH                 | Totaux LNH | 30 | 1                | 2                | 3                | 6                | -                | - | -                    | -                    | -                    |                      |                      |

### En équipe nationale
| Année | Compétition                      |   | PJ | B | A | Pts | Pun                |  | Résultat |
| 2014  | Défi mondial des moins de 17 ans | 6 | 0  | 0 | 0 | 0   | 4e place           |  |          |
| 2014  | Coupe Hlinka-Gretzky             | 5 | 0  | 3 | 3 | 4   | Médaille d'or      |  |          |
| 2015  | Championnat du monde -18 ans     | 7 | 1  | 0 | 1 | 2   | Médaille de bronze |  |          |